# Oliviero Gatti
Oliviero Gatti (1579 – 1648) var en italiensk kobberstikker.